# 등고도권

빨간 선이 등고도권.

등고도권(almucantar)은 천구상에서 지평선과 평행한 원이다. 같은 등고도권에 위치한 두 개의 별은 같은 고도를 갖는다.